# Liste des monuments nationaux du Bolívar
Cet article liste les monuments nationaux du Bolívar, en Colombie. Au 25 septembre 2013, 117 monuments nationaux étaient recensés dans ce département.

## Patrimoine matériel
| Code national | Monument                                                                                     | Municipalité(s)                                                                          | Adresse | Coordonnées                         | Date      | Illustration                                                                                |
| ------------- | -------------------------------------------------------------------------------------------- | ---------------------------------------------------------------------------------------- | --- | ----------------------------------- | --------- | ------------------------------------------------------------------------------------------- |
|               | Collection de 479 œuvres d'art données par Fernando Botero à des musées en Colombie          | Visible sur 3 départements : • Medellín (ANT) • Carthagène des Indes (BOL) • Bogota (DC) | Musée national de Colombie et Musée Botero à Bogotá, Musée d'Antioquia à Medellín, District touristique, historique et culturel de Carthagène des Indes | à géolocaliser                      | 2012      | Image manquante Téléverser                                                                  |
|               | Gare ferroviaire de Calamar                                                                  | Calamar                                                                                  | | à géolocaliser                      | 1996      | Image manquante Téléverser                                                                  |
|               | Hôtel de ville de Carthagène des Indes                                                       | Carthagène des Indes                                                                     | | à géolocaliser                      | 1995      | Hôtel de ville de Carthagène des Indes                                                      |
|               | Maison ancienne du Cabildo. Gouvernement de Bolívar Palais de la Proclamation                | Carthagène des Indes                                                                     | | à géolocaliser                      | 1995      | Image manquante Téléverser                                                                  |
|               | Ancien cloître de San Carlos Borromeo                                                        | Carthagène des Indes                                                                     | | à géolocaliser                      | 2006      | Image manquante Téléverser                                                                  |
|               | Bastion de San Miguel de Chambacú                                                            | Carthagène des Indes                                                                     | | à géolocaliser                      | 1995      | Image manquante Téléverser                                                                  |
|               | Bastion de La Contaduría Bastion de Juan Bautista, bastion de la Candelaria                  | Carthagène des Indes                                                                     | | à géolocaliser                      | 1995      | Image manquante Téléverser                                                                  |
|               | Bastion de La Merced                                                                         | Carthagène des Indes                                                                     | | à géolocaliser                      | 1995      | Image manquante Téléverser                                                                  |
|               | Bastion de San Francisco Javier                                                              | Carthagène des Indes                                                                     | | à géolocaliser                      | 1995      | Image manquante Téléverser                                                                  |
|               | Bastion de San Ignacio                                                                       | Carthagène des Indes                                                                     | | à géolocaliser                      | 1995      | Bastion de San Ignacio                                                                      |
|               | Bastion de San José                                                                          | Carthagène des Indes                                                                     | | à géolocaliser                      | 1995      | Bastion de San José                                                                         |
|               | Bastion de San Lucas                                                                         | Carthagène des Indes                                                                     | | à géolocaliser                      | 1995      | Bastion de San Lucas                                                                        |
|               | Bastion de San Pedro Mártir                                                                  | Carthagène des Indes                                                                     | | à géolocaliser                      | 1995      | Bastion de San Pedro Mártir                                                                 |
|               | Bastion de Santa Bárbara                                                                     | Carthagène des Indes                                                                     | | à géolocaliser                      | 1995      | Bastion de Santa Bárbara                                                                    |
|               | Bastion de Santa Catalina                                                                    | Carthagène des Indes                                                                     | | à géolocaliser                      | 1995      | Bastion de Santa Catalina                                                                   |
|               | Bastion de Santa Clara                                                                       | Carthagène des Indes                                                                     | | à géolocaliser                      | 1995      | Bastion de Santa Clara                                                                      |
|               | Bastion de Santa Cruz                                                                        | Carthagène des Indes                                                                     | | à géolocaliser                      | 1995      | Bastion de Santa Cruz                                                                       |
|               | Bastion de Santa Teresa                                                                      | Carthagène des Indes                                                                     | | à géolocaliser                      | 1995      | Bastion de Santa Teresa                                                                     |
|               | Bastion de Santiago (es)                                                                     | Carthagène des Indes                                                                     | | à géolocaliser                      | 1995      | Bastion de Santiago (es)                                                                    |
|               | Bastion de Santo Domingo                                                                     | Carthagène des Indes                                                                     | | à géolocaliser                      | 1995      | Bastion de Santo Domingo                                                                    |
|               | Bastion El Reducto Bastion de San Lorenzo, bastion de San Lázaro                             | Carthagène des Indes                                                                     | | à géolocaliser                      | 1995      | Bastion El ReductoBastion de San Lorenzo, bastion de San Lázaro                             |
|               | Batterie Ángel San Rafael Batterie collatérale Ángel San Rafael                              | Carthagène des Indes                                                                     | Bocachica | à géolocaliser                      | 1995      | Image manquante Téléverser                                                                  |
|               | Batterie de Santa Bárbara                                                                    | Carthagène des Indes                                                                     | Bocachica | à géolocaliser                      | 1995      | Image manquante Téléverser                                                                  |
|               | Batteries collatérales du château de San Fernando de Bocachica                               | Carthagène des Indes                                                                     | Bocachica | à géolocaliser                      | 1995      | Image manquante Téléverser                                                                  |
|               | Batteries Santiago, San Felipe et Chambacú                                                   | Carthagène des Indes                                                                     | Île Tierra Bomba | à géolocaliser                      | 1995      | Image manquante Téléverser                                                                  |
|               | Navire amiral ARC Gloria Navire-école Gloria                                                 | Carthagène des Indes                                                                     | | à géolocaliser                      | 2005      | Navire amiral ARC GloriaNavire-école Gloria                                                 |
|               | Mail des martyrs                                                                             | Carthagène des Indes                                                                     | | à géolocaliser                      | 1995      | Image manquante Téléverser                                                                  |
|               | Chapelle du Troisième Ordre. Couvent et église de San Francisco.                             | Carthagène des Indes                                                                     | | à géolocaliser                      | 1995 2000 | Image manquante Téléverser                                                                  |
|               | Casa Covo                                                                                    | Carthagène des Indes                                                                     | Barrio Manga. Calle 28 21-285 | à géolocaliser                      | 2006      | Image manquante Téléverser                                                                  |
|               | Pension des Hommes illustres (es)                                                            | Carthagène des Indes                                                                     | Fort de Manzanillo | à géolocaliser                      | 1995      | Image manquante Téléverser                                                                  |
|               | Casa de La Espriella                                                                         | Carthagène des Indes                                                                     | | à géolocaliser                      | 2006      | Image manquante Téléverser                                                                  |
|               | Maison de la monnaie                                                                         | Carthagène des Indes                                                                     | | à géolocaliser                      | 1995      | Maison de la monnaie                                                                        |
|               | Casa de los Calabozos                                                                        | Carthagène des Indes                                                                     | | à géolocaliser                      | 1995      | Image manquante Téléverser                                                                  |
|               | Casa de Lucia Román                                                                          | Carthagène des Indes                                                                     | | à géolocaliser                      | 2006      | Image manquante Téléverser                                                                  |
|               | Casa de Rafael Núñez                                                                         | Carthagène des Indes                                                                     | | à géolocaliser                      | 1995      | Casa de Rafael Núñez                                                                        |
|               | Casa del Maestro Alejandro Obregón                                                           | Carthagène des Indes                                                                     | | à géolocaliser                      | 2002      | Image manquante Téléverser                                                                  |
|               | Casa del Marqués de Valdehoyos                                                               | Carthagène des Indes                                                                     | | à géolocaliser                      | 1995      | Image manquante Téléverser                                                                  |
|               | Casa Lucía Méndez                                                                            | Carthagène des Indes                                                                     | | à géolocaliser                      | 2006      | Image manquante Téléverser                                                                  |
|               | Casa Niza                                                                                    | Carthagène des Indes                                                                     | | à géolocaliser                      | 2006      | Image manquante Téléverser                                                                  |
|               | Casa Pombo                                                                                   | Carthagène des Indes                                                                     | | à géolocaliser                      | 2006      | Image manquante Téléverser                                                                  |
|               | Casa Román                                                                                   | Carthagène des Indes                                                                     | | à géolocaliser                      | 2006      | Image manquante Téléverser                                                                  |
|               | Casa Senador                                                                                 | Carthagène des Indes                                                                     | | à géolocaliser                      | 2006      | Image manquante Téléverser                                                                  |
|               | Casa Vélez                                                                                   | Carthagène des Indes                                                                     | | à géolocaliser                      | 2006      | Image manquante Téléverser                                                                  |
|               | Château de San Felipe de Barajas et ses batteries collatérales Fort de San Felipe de Barajas | Carthagène des Indes                                                                     | | 10° 25′ 22″ nord, 75° 32′ 20″ ouest | 1995      | Château de San Felipe de Barajas et ses batteries collatéralesFort de San Felipe de Barajas |
|               | Château de Santa Cruz                                                                        | Carthagène des Indes                                                                     | | à géolocaliser                      | 1995      | Image manquante Téléverser                                                                  |
|               | Cathédrale de Carthagène (es) Cathédrale de Sainte Catherine d'Alexandrie                    | Carthagène des Indes                                                                     | | à géolocaliser                      | 1995      | Cathédrale de Carthagène (es)Cathédrale de Sainte Catherine d'Alexandrie                    |
|               | Cimetière de Manga                                                                           | Carthagène des Indes                                                                     | | à géolocaliser                      | 1995      | Image manquante Téléverser                                                                  |
|               | Cloître de La Merced                                                                         | Carthagène des Indes                                                                     | | à géolocaliser                      | 1995      | Image manquante Téléverser                                                                  |
|               | Cloître de La Merced Ancien couvent de La Merced                                             | Carthagène des Indes                                                                     | | à géolocaliser                      | 1995      | Image manquante Téléverser                                                                  |
|               | Couvent de San Diego                                                                         | Carthagène des Indes                                                                     | | à géolocaliser                      | 2001      | Image manquante Téléverser                                                                  |
|               | Club Cartagena                                                                               | Carthagène des Indes                                                                     | | à géolocaliser                      | 1995      | Image manquante Téléverser                                                                  |
|               | Collection de biens matériels à bord du navire-école Gloria                                  | Carthagène des Indes                                                                     | | à géolocaliser                      | 2005      | Image manquante Téléverser                                                                  |
|               | Courtine entre les bastions de La Contaduría et San Ignacio                                  | Carthagène des Indes                                                                     | | à géolocaliser                      | 1995      | Image manquante Téléverser                                                                  |
|               | Courtine entre les bastions de San Francisco Javier et Santiago                              | Carthagène des Indes                                                                     | | à géolocaliser                      | 1995      | Image manquante Téléverser                                                                  |
|               | Courtine entre les bastions de San Ignacio et San Francisco Javier                           | Carthagène des Indes                                                                     | | à géolocaliser                      | 1995      | Image manquante Téléverser                                                                  |
|               | Courtine entre les bastions de San José et El Reducto                                        | Carthagène des Indes                                                                     | | à géolocaliser                      | 1995      | Image manquante Téléverser                                                                  |
|               | Courtine entre les bastions de San Lucas et San Pedro Mártir                                 | Carthagène des Indes                                                                     | | à géolocaliser                      | 1995      | Image manquante Téléverser                                                                  |
|               | Courtine entre les bastions de San Miguel de Chambacú et Santa Teresa                        | Carthagène des Indes                                                                     | | à géolocaliser                      | 1995      | Image manquante Téléverser                                                                  |
|               | Courtine entre les bastions de Santa Bárbara et San José                                     | Carthagène des Indes                                                                     | | à géolocaliser                      | 1995      | Image manquante Téléverser                                                                  |
|               | Courtine entre les bastions de Santa Catalina et San Lucas Puerta de Tierra de Cruz Grande   | Carthagène des Indes                                                                     | | à géolocaliser                      | 1995      | Image manquante Téléverser                                                                  |
|               | Courtine entre les bastions de Santa Clara et Santa Catalina                                 | Carthagène des Indes                                                                     | | à géolocaliser                      | 1995      | Image manquante Téléverser                                                                  |
|               | Courtine entre les bastions de Santa Cruz et la Merced                                       | Carthagène des Indes                                                                     | | à géolocaliser                      | 1995      | Image manquante Téléverser                                                                  |
|               | Courtine entre les bastions de Santiago et Santo Domingo Puerta de Tierra de Castillo Grande | Carthagène des Indes                                                                     | | à géolocaliser                      | 1995      | Image manquante Téléverser                                                                  |
|               | Courtine entre les bastions de Santo Domingo et Santa Cruz                                   | Carthagène des Indes                                                                     | | à géolocaliser                      | 1995      | Image manquante Téléverser                                                                  |